# Eocentrocorynus fusculus fusculus
Eocentrocorynus fusculus fusculus es una subespecie de coleóptero de la familia Attelabidae.

## Distribución geográfica
Habita en Vietnam y China.